# Tabladas (Villagatón)
Tabladas es una localidad española perteneciente a la provincia de León que, junto con Nistoso y Villar, integra Los Barrios de Nistoso.

## Descripción
Se encuentra en la comarca de La Cepeda, y forma parte del ayuntamiento de Villagatón - Brañuelas.
Se encuentra a 1.200 metros sobre el nivel del mar. El terreno es pizarroso y montañoso. Los montes se hallan cubiertos de urz, roble y otros arbustos. Su fauna se compone de perdices, liebres, lobos, jabalíes y corzos.
Hoy día, no llegan a una docena de vecinos, aunque recobra vida en época estival.
- Datos: Q6137782